# Ride de l'île de Norfolk

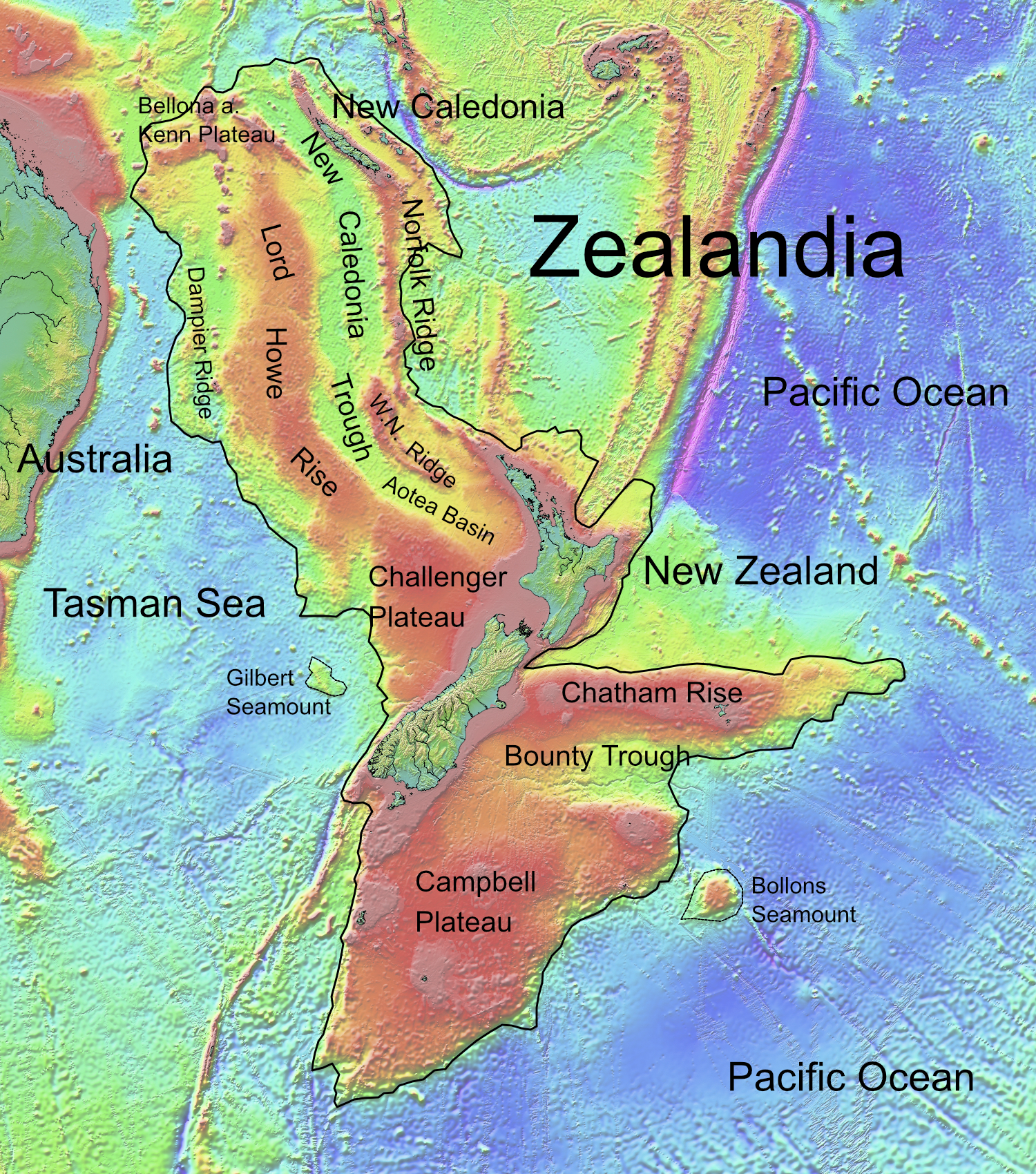
Topographie de Zealandia

La ride de l'île de Norfolk, est un morceau  de la croûte continentale, située approximativement à environ 1 300 km au large de la côte orientale de l'Australie. On sait peu de chose au sujet de la ride Norfolk. Toutefois, elle se trouve à environ 2 000 m sous le niveau de la mer, date du Crétacé supérieur, et fait partie de Zealandia, un continent immergé qui s'affaissa il y a 60 à 85 millions d'années.

## Description
La ride de Norfolk est une structure sous-marine étroite et peu profonde, orientée Nord-Sud, qui relie la Nouvelle-Calédonie à la Nouvelle-Zélande sur 1 400 km de long et environ 100 km de large.